# Callomyia
Callomyia is een geslacht van insecten uit de familie van de breedvoetvliegen (Platypezidae), die tot de orde tweevleugeligen (Diptera) behoort.

## Soorten
- C. amoena Meigen, 1824
- C. bertae Kessel, 1961
- C. calla Kessel, 1949
- C. clara Kessel, 1949
- C. cleta Kessel, 1949
- C. corvina Kessel, 1949
- C. dives Zetterstedt, 1838
- C. elegans Meigen, 1804
- C. gilloglyorum Kessel, 1961
- C. liardia Kessel and Buegler, 1972
- C. proxima Johnson, 1916
- C. saibhira Chandler, 1976
- C. speciosa Meigen, 1824
- C. velutina Johnson, 1916
- C. venusta Snow, 1894